# Ambasadorowie Stanów Zjednoczonych w Hiszpanii
Pierwszym stałym przedstawicielem dyplomatycznym USA w Hiszpanii był John Jay przybyły w 1779 roku do tego kraju.

## Amerykańscy posłowie, ministrowie pełnomocni, ambasadorowie i rezydenci w Hiszpanii

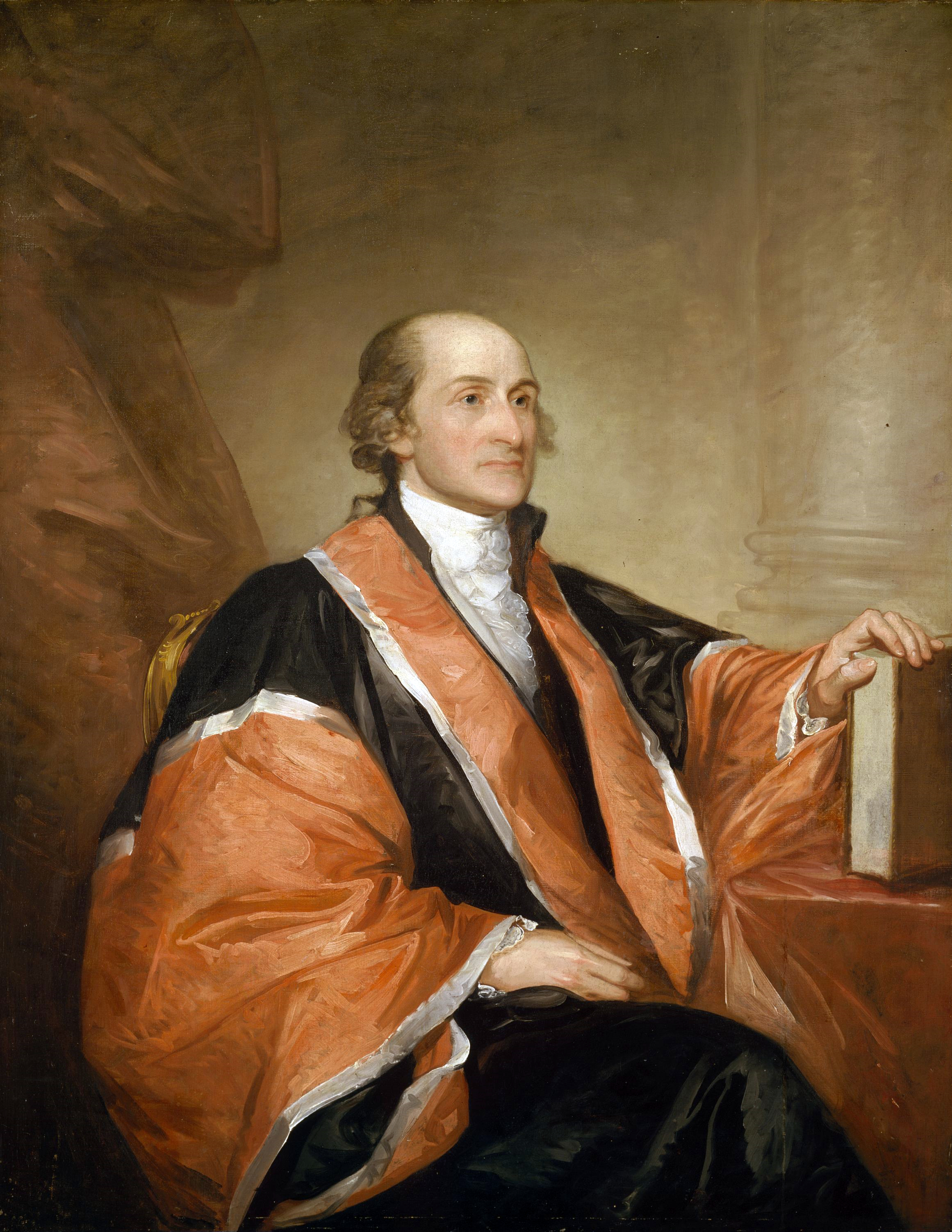
John Jay (1779-1782)
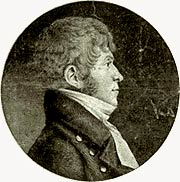
William Short (1794-1795)
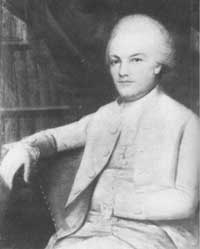
Charles Pinckney (1801-1804)
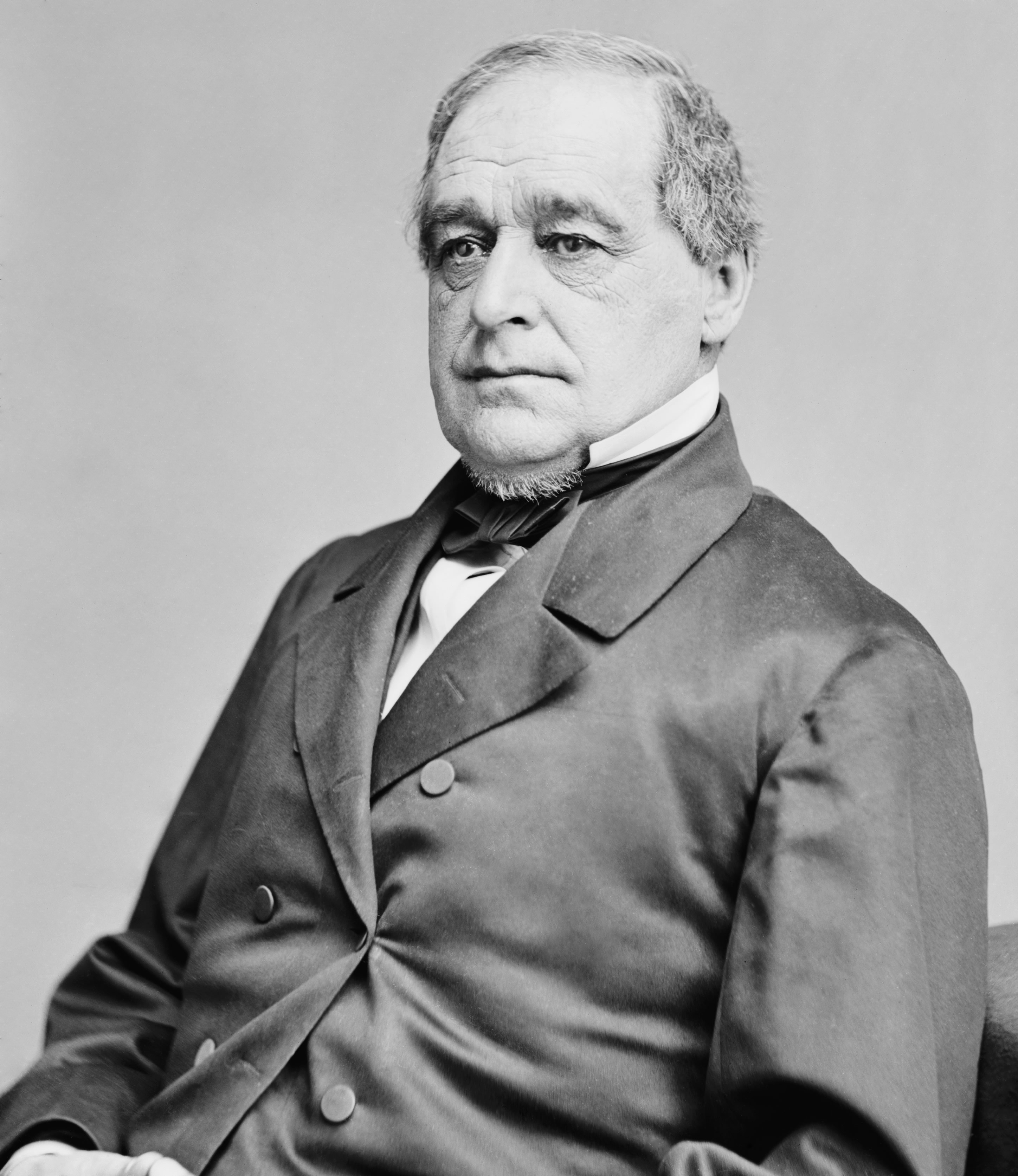
Hannibal Hamlin (1881-1882)

### XVIII wiek
- 1777 – Arthur Lee i Benjamin Franklin
- 1779–1782 – John Jay
- 1782–1794 – William Carmichael
- 1794–1795 – Thomas Pinckney (poseł) i William Short (rezydent)
- 1796–1801 – David Humphreys

### XIX wiek
- 1802–1804 – Charles Pinckney
- 1804 – James Bowdoin III (nie pojechał do Hiszpanii)
- 1805–1810 – George W. Irving Chargé d’affaires, a w latach 1814–1819 – minister pełnomocny.
- 1819–1823 – John Forsyth
- 1823–1825 – Hugh Nelson
- 1825–1829 – Alexander Hill Everett
- 1829–1836 – Cornelius van Ness
- 1835–1837 – William T. Barry
- 1837–1840 – John H. Eaton
- 1840–1842 – Aaron Vail
- 1842–1846 – Washington Irving
- 1846–1849 – Romulus Mitchell Saunders
- 1849–1853 – Daniel Moreau Barringer
- 1853–1855 – Pierre Soulé
- 1855 – John Breckinridge
- 1855–1858 – Augustus Dodge
- 1858–1861 – William Preston
- Cassius Marcellus Clay odmówił objęcia urzędu w 1861 roku.
- 1861–1862 – Carl Schurz
- 1862–1865 – Gustav Koerner
- 1865–1869 – John P. Hale
- William S. Rosecrans i Henry S. Sandford nie pojechali wskutek sprzeciwu senatu USA.
- 1869–1874 – Daniel Sickles
- 1874–1877 – Caleb Cushing
- 1877–1880 – James Russell Lowell
- 1880–1881 – Lucius Fairchild
- 1881–1882 – Hannibal Hamlin
- 1883–1885 – John W. Foster
- 1885–1888 – Jabez Lamar Monroe Curry
- 1888–1889 – Perry Belmont
- 1889-1890 – Thomas W. Palmer
- 1890-1892 – E. Burd Grubb
- 1892-1893 – A. Loudon Snowden
- 1893-1897 – Hannis Taylor
- 1897-1898 – Stewart Woodford
- 1899-1902 – Bellamy Storer

### XX wiek
- 1902-1905 – Arthur Sherburne Hardy
- 1905-1913 – William Miller Collier
- 1909-1913 – Henry Clay Ide
- 1913 – Joseph Edward Willard
- 1913-1921 – Joseph Edward Willard
- 1921-1923 – Cyrus Woods
- 1923-1925 – Alexander Pollock Moore
- 1925-1929 – Ogden Hammond
- 1929-1933 – Irwin Laughlin
- 1933-1939 – Claude Bowers
- 1939-1942 – Alexander Weddell
- 1942-1945 – Carlton J. H. Hayes
- 1945-1946 – Norman Armour
- 1946-1947 – Philip W. Bonsal
- 1947-1950 – Paul T. Culbertson
- 1951-1952 – Stanton Griffis
- 1952-1953 – Lincoln MacVeagh
- 1953-1955 – James Clement Dunn
- 1955-1961 – John Davis Lodge
- 1961 – Anthony Joseph Drexel Biddle
- 1961-1962 – Ellis O. Briggs
- 1962-1965 – Robert F. Woodward
- 1965-1968 – Angier Biddle Duke
- 1968 – Frank E. McKinney
- 1968 – Robert F. Wagner (junior)
- 1969-1972 – Robert C. Hill
- 1972-1974 – Horacio Rivero
- 1974-1975 – Peter Flanigan
- 1975-1978 – Wells Stabler
- 1978-1983 – Terence Todman
- 1983-1986 – Thomas Ostrom Enders
- 1986-1989 – Reginald Bartholomew
- 1989-1992 – Joseph Zappala
- 1992-1993 – Richard Goodwin Capen (junior)
- 1993-1998 – Richard N. Gardner
- 1998-2001 – Edward Romero

### XXI wiek
- 2001-2004 – George Argyros
- 2005-2009 – Eduardo Aguirre
- 2009-2013 – Alan Solomont
- 2013-2017 – James Costos
- 2017- – Duke Buchan